# Lomariopsidaceae
Ver Pteridophyta para una introducción a las plantas vasculares sin semilla
Las Lomariopsidáceas (nombre científico Lomariopsidaceae) son una familia de helechos perteneciente al orden Polypodiales, que en la moderna clasificación de Christenhusz et al. 2011 está circunscripta de forma diferente que su predecesor sistema de Smith et al. (2006), segregando a Nephrolepis en su propia familia.

## Taxonomía
Introducción teórica en Taxonomía
La clasificación más actualizada es la de Christenhusz et al. 2011 (basada en Smith et al. 2006, 2008); que también provee una secuencia lineal de las licofitas y monilofitas.
- Familia 43. Lomariopsidaceae  Alston, Taxon 5: 25 (1956).

3 géneros (Cyclopeltis, Lomariopsis, Thysanosoria). Referencias: Moran (2000), Rouhan  et al. (2007), Tsutsumi & Kato (2006), Schuettpelz & Pryer (2007), Liu  et al. (2007a).

### ClasificaciónsensuSmithet al.2006
Ubicación taxonómica:
Plantae (clado), Viridiplantae, Streptophyta, Streptophytina, Embryophyta, Tracheophyta, Euphyllophyta, Monilophyta, Clase Polypodiopsida, Orden Polypodiales, Familia Lomariopsidaceae.
Sinónimo: ¿Lomariopsideos o Lomariópsidos?
Incluyendo Nephrolepidaceae, los "helechos serrucho" ("sword ferns" en inglés).
Géneros:
- Cyclopeltis
- Lomariopsis
- Nephrolepis (a veces en su propia familia Nephrolepidaceae -Kramer en Kubitzki 1990-, y de hecho  fue propuesto como hermano de un clado más grande que comprende a Tectariaceae, Oleandraceae, Polypodiaceae y Davalliaceae -Hasebe et al. 1995, Schneider et al. 2004c-, sin embargo Lomariopsis no fue incluido en los análisis. Cuando Lomariopsis es incluido, Nephrolepis aparece como su hermano, y estos dos géneros, a su vez, aparecen como hermanos del clado mencionado en filogenia -Tsutsumi y Kato 2006-, por lo que deben ser excluidos de Dryopteridaceae. Aun cuando Smith et al decidieron dejar a Nephrolepis dentro de Lomariopsidaceae, la monofilia de este clado necesita más escrutinio, por lo que puede ser que en el futuro sea reconocida Nephrolepidaceae como una familia independiente).
- Thysanosoria

Cerca de 70 especies.

## Filogenia
Introducción teórica en Filogenia
Smith et al. 2006,, basado en resultados publicados y no publicados, afirman que parece que estos géneros forman un grupo monofilético, aun cuando esta formación nunca había sido propuesta antes.
Smith et al. 2006,: Originalmente Lomariopsidaceae fue construida albergando 6 géneros, conteniendo más de 800 especies (Kramer en Kubitzki 1990, Moran en Davidse et al. 1995): Bolbitis (y sus segregados Edanyoa, Egenolfia), Elaphoglossum, Lomagramma, Lomariopsis, Teratophyllum, y Thysanosoria. Basados en la evidencia disponible, Smith et al. ubicaron a todos esos géneros salvo Lomariopsis (y Thysanosoria, al que le falta información molecular pero parece cercanamente emparentado con Lomariopsis) en Dryopteridaceae.

## Caracteres
Con las características de Pteridophyta.
Como descripto en Smith et al. 2006 (incluido Nephrolepis):
Rizomas rastreros o a veces trepadores (plantas hemiepífitas). Pecíolos con haces vasculares redondos arreglados en una forma de alcantarilla ("gutter shape") en el corte transversal.
Láminas 1-pinadas. Pinas enteras o crenadas, usualmente articuladas, auriculadas en algunos géneros. Venas libres, más o menos paralelas o pinadas. Soros discretos, redondos, y con indusio redondo-reniforme o reniforme, o sin indusio, o esporangios acrosticoides y las frondes dimórficas. Esporas bilaterales, monolete, varias veces alada u ornamentada.
Número de cromosomas: x = 41 (en algunas especies de Lomariopsis puede haber números menores).

### Otros proyectos wikimedia
- Wikimedia Commons alberga una categoría multimedia sobre Lomariopsidaceae.
- Wikispecies tiene un artículo sobre Lomariopsidaceae.